# Линево (гмина)
Линево (пол. Liniewo) — сельская гмина (волость) в Польше, входит как административная единица в Косцежский повет, Поморское воеводство. Население — 4613 человек (на 2004 год).

## Демография
| Перепись                       | Всего   | Всего | Женщины | Женщины | Мужчины | Мужчины |
| ------------------------------ | ------- | ----- | ------- | ------- | ------- | ------- |
| Единицы                        | человек | %     | человек | %       | человек | %       |
| Население                      | 4613    | 100   | 2287    | 49,6    | 2326    | 50,4    |
| Плотность населения (чел./км²) | 41,9    | 41,9  | 20,8    | 20,8    | 21,1    | 21,1    |

## Соседние гмины
1. Гмина Косцежина
2. Гмина Нова-Карчма
3. Гмина Скаршевы
4. Гмина Стара-Кишева